# Heron Bay
Heron Bay est une communauté non incorporée du comté de Mobile et du bayou La Batre en Alabama située sur la baie du même nom.

## Géographie
Heron Bay est située dans l'île de Mon Louis Island à l'ouest de la baie de Mobile et donnant au sud sur le golfe du Mexique, face à l'Isle aux Herbes et à l'île de Dauphin Island. Heron Bay est située à moins d'une dizaine de kilomètres au sud-est du bayou La Batre, au sud du bourg de Mon Louis, à l'ouest de Port Alabama et à l'est de celui de Coden. 
Le lieu est longé par le bayou Héron qui se jette dans la baie Héron.
La baie Héron s'ouvre sur le golfe du Mexique, à l'Est de l'Isle aux Herbes et face à l'île de Dauphin Island. La baie mesure près de 2 kilomètres de long sur près d'un kilomètre de large.

## Histoire
Heron Bay doit son nom à la baie Héron bordant au sud son territoire. En 1699, l'explorateur canadien-français, Jean-Baptiste Le Moyne de Bienville, explore la région de la Louisiane française située autour du Fort Louis de la Mobile et remarque la présence de nombreux hérons le long de cette côte du golfe du Mexique et nomme cette baie du nom de cet oiseau. 